# René Belbenoît
René Belbenoît (n. 4 aprilie 1899, Paris, Franța – d. 26 februarie 1959, Lucerne Valley⁠(d), Comitatul San Bernardino, California, SUA) a fost un infractor francez, deținut pe insula Diavolului care a evadat cu succes în Statele Unite. Mai târziu, el și-a publicat memoriile, Dry Guillotine (1938) și Hell on Trial ((1940), despre faptele sale.

## Biografie
Jules René Lucien Belbenoît s-a născut la Paris și a fost abandonat de mama sa, Louise Daumiere, [3] ca prunc, în timp ce a continuat să lucreze ca profesor pentru copiii din Țarul Rusiei. Tatăl lui Belbenoît, Louis Belbenoît, [4] care a fost dirijorul-șef al Paris-Orleans Express și foarte rar acasă, nu a putut să-l crească pe tânărul René însuși, așa că băiatul a fost trimis să locuiască cu bunicii săi în timp ce un copil. Când Belbenoît avea 12 ani, bunicii săi au murit brusc, iar el, din nou nevoie de o figură părintească, a plecat la Paris, unde a locuit și a lucrat pentru unchiul său la un club de noapte popular, Café du Rat Mort (The Dead Rat Café) în locul Pigalle.
În timpul Primului Război Mondial, Belbenoît a servit cu distincție în armata franceză din 1916 - 1917 și a supraviețuit bătăliei de la Verdun. După război, a început să lucreze într-un restaurant din Besançon, ca mașină de spălat vase, timp de opt franci pe zi, cu cameră și pensiune. După ce a lucrat acolo doar 11 zile, a profitat de un moment pentru a fura un portofel conținând 4000 de franci și o motocicletă și a plecat din Besançon spre Nantes.
În Nantes, Belbenoit și-a găsit rapid munca de valet în Chateau Ben Ali, deținut de contesa d'Entremeuse. În ciuda amabilității angajatorului său, Belbenoît, din nou, profitând de o ocazie, a furat perlele contesei și ceva bani de pe masă, după ce a lucrat doar la Chateau timp de o lună. A scăpat apoi într-un tren spre Paris.
După ce a fost la Paris, dar două zile, a fost arestat prompt de doi polițiști pentru furtul perlelor. Acest furt ar fi infracțiunea care l-ar trimite în Colonia Penală Franceză din Guyana Franceză, cunoscută și incorect sub numele de Insula Diavolului. (În timp ce a servit timp în Guyana Franceză, Belbenoît nu a mai servit niciodată pe Insula Diavolului

## Pedeapsa cu închisoarea
În 1920, Belbenoît a fost condamnat la opt ani de muncă silnică în colonia penală a Guyanei Franceze. Faptul că Belbenoît a avut pensia de veteran l-a lăsat să evite cea mai grea muncă. La două săptămâni de la sosirea sa, Belbenoît a încercat să scape pentru prima dată cu un alt bărbat. Au luat o plută în Surinam, dar au fost prinși și transportați înapoi în colonia penală. În timpul încarcerării sale, Belbenoît a început să-și scrie memoriile, pe care le păstra într-un pachet de pânză de ceară. A câștigat bani prin vânzarea de castane prăjite și prin capturarea de fluturi. El a cunoscut și un scriitor, Blair Niles și i-a vândut unul dintre manuscrisele sale. Crăciunul următor, Belbenoît a încercat din nou să scape cu alți nouă care furaseră o canoe de buștean. Canoe s-a caprit pe râul Maroni, pe partea Surinamului și au trebuit să scape în junglă. După trei zile au decis să se întoarcă. În timpul călătoriei, trei dintre bărbați au fost uciși violent. În cele din urmă, indienii locali care i-au adăpostit le-au dat autorităților olandeze, care le-au trimis evadatilor înapoi francezilor.
În următorii ani, Belbenoît a încercat să scape încă de două ori și a fost transferat de pe insulă la insulă.
În 1930, când Belbenoît a trimis o copie a scrierilor sale despre condițiile închisorii unui nou guvernator, Bernard Siadous, el a fost transferat la arhiva închisorii. Înainte ca Siadous să fie transferat în Franța, i-a acordat lui Belbenoît un permis de un an pentru a părăsi colonia penală. Belbenoît a petrecut cea mai mare parte a acestui an lucrând în zona Canalului Panama ca grădinar. Cu toate acestea, cu permisul de un an să expire curând, a decis să se întoarcă în Franța pentru a-și argumenta cazul.
La intrarea în Franța la Le Havre, a fost arestat și apoi trimis din nou în colonia penală încă o dată. Pentru infracțiunea de întoarcere în Franța, el a fost trimis în insula Royale și pus în închisoare solitară aproape un an.

## Eliberare
La 3 noiembrie 1934 Belbenoît a fost eliberat oficial - dar asta însemna doar că a devenit un libéré, un prizonier liber care încă nu avea voie să se întoarcă în Franța. Și-a câștigat viața prin captarea și vânzarea fluturilor și făcând articole din cauciuc natural și vânzându-le. În anii prizonierii, își pierduse toți dinții.
Când un producător de vizită i-a dat 200 de dolari, Belbenoît a decis să încerce să scape încă o dată. La 2 martie 1935, el și alți cinci au dus la mare cu o barcă pe care o cumpăraseră. Când după trei zile pe mare, tovarășii săi au început să se certe, el a tras o armă pentru a-i forța să continue. În aceeași zi au ajuns la Trinidad, care a avut o politică de a ajuta evadatul Guyanei franceze până în 1938. Evadatorii au putut rămâne pe insulă timp de trei săptămâni și li s-au oferit provizii noi și chiar o barcă nouă. Pe 10 iunie, și-au continuat călătoria. Șaisprezece zile mai târziu au dat peste cap pe o plajă din Columbia, iar localnicii și-au furat hainele. Au ajuns la Santa Marta, Columbia, unde un general local i-a hrănit, dar a anunțat și consulul francez și i-a dus în închisoarea militară locală.
Cu toate acestea, unele dintre autoritățile locale l-au separat pe Belbenoît de celelalte și, cu cooperarea autorităților locale din închisori, un jurnalist local simpatic l-a ajutat să scape în schimbul scrierii despre condițiile închisorii. Belbenoît a călătorit lent spre nord și a furat o serie de canoe autohtone pentru a-și continua călătoria. În Panama a petrecut aproximativ șapte luni cu tribul Kuna și mai târziu a vândut o colecție mare de fluturi în orașul Panama. În La Libertad, El Salvador, s-a ascuns într-o navă care l-a dus în Los Angeles în 1937.
În 1938, contul său, "Guillotina uscată", a fost publicat în Statele Unite. Belbenoît a scris-o în franceză, iar Preston Rambo a tradus-o în engleză. Memoriul a trecut prin 14 printuri în mai puțin de un an.
Cartea a atras atenția autorităților de imigrare din SUA, iar Belbenoît a fost arestat. A primit viza de vizitator, dar în 1941 i s-a spus să părăsească țara. Belbenoît a călătorit apoi în Mexic, și un an mai târziu a încercat să se întoarcă în Statele Unite. Cu toate acestea, a fost arestat la Brownsville, Texas și condamnat la 15 luni de închisoare. După eliberare, Belbenoît a achiziționat un pașaport valabil și a plecat la Los Angeles pentru a lucra pentru Warner Bros. ca consilier tehnic pentru filmul Passage to Marseille (1944).
În 1951, Belbenoît s-a mutat în Valea Lucernei, California și a fondat magazinul René’s Ranch, unde a locuit și el. Vecinii știau cine este. Noua sa carte, Hell on Trial (1940), a atras din nou atenția autorităților de imigrare, iar în mai 1951 a fost chemat la Los Angeles. Fostii săi colegi de film au vorbit în numele său, iar el a primit cetățenia americană în 1956.

## Viața personala
Belbenoît married in 1956[5] and had a son in 1957

## Moartea
René Belbenoît died of cardiac arrest in his store in Lucerne Valley, California, on February 26, 1959, aged 59